# Sutte Hakkun
Sutte Hakkun (すってはっくん) es un juego de puzle de acción de 1997 con un personaje del mismo nombre desarrollado por Indieszero con Nintendo R&D2 y publicado por Nintendo para el complemento de Super Famicom, el Satellaview, la transmisión de datos el 2 de noviembre de 1997, y tres secuelas que implicaban nuevos rompecabezas fueron lanzados de 1998 a 1999. El juego nunca fue lanzado fuera de Japón.
El 24 de enero de 2025, el juego fue reelanzado en Nintendo Switch mediante el servicio Nintendo Switch Online, siendo la primera vez que el título se puede disfrutar fuera de Japón.

## Serie
Existen cinco versiones del juego, cuatro de las cuales fueron lanzadas sobre Satellaview, y una en formato cartucho de juego. De los cuatro juegos para Satellaview, la Event Version y BS versión 2 fueron retransmitidos hasta junio de 2000, cuando el servicio Satellaview terminó definitivamente.
- Sutte Hakkun Event Version - emisión iniciada el 2 de noviembre de 1997.

El juego se lanzó por primera vez como la porción de noviembre de la competencia mensual de juego de Satellaview, y consistió en 50 niveles con 5 niveles de bonificación adicional. Los datos del juego toman todo el paquete de memoria 8M para Satellaview; una gran cantidad de memoria para una transmisión de datos. El juego fue retransmitido posteriormente con un sistema de clasificación. Este fue el primer juego creado por Indieszero, pero el nombre de la empresa nunca aparece en el juego mismo.
- Sutte Hakkun (para Nintendo Power) - emisión que comenzó el 1 de agosto de 1998 y se interrumpió el 28 de febrero de 2007.

Esta nueva versión fue lanzada exclusivamente para Nintendo Power. Inicialmente ofrecido por 3.000 yenes, el precio se redujo a 2.000 yenes al año siguiente. Esta versión comercial mostró mejoras considerables en los gráficos y un gran aumento en la longitud (110 niveles). Los créditos finales mostraron por primera vez el logotipo y el nombre de Indieszero.
- Sutte Hakkun BS Version 2 - emisión iniciada en octubre de 1998.

Esta versión también se publicó para Satellaview, y fue un remake de la Event Version con nuevos puzles. Consistía en 30 niveles y 3 niveles de bonus. No había ningún sistema de clasificación incluido en esta publicación.
- Sutte Hakkun' 98 Winter Event Version - emisión comenzada el 20 de diciembre de 1998.

Esta fue la última versión lanzada para Satellaview. Similar a la BS Version, fue un remake del primero con nuevos rompecabezas (30 niveles + 3 niveles de bonus). Los temas gráficos se centran en el invierno y la Navidad.
- Sutte Hakkun (para cartucho ROM) - publicado el 25 de junio de 1999.

El lanzamiento final fue una versión en cartucho del lanzamiento de Nintendo Power de 1998, que se vendió por 4.200 yenes. El contenido del juego es idéntico al de la versión anterior, pero con el juego se ha incluido un manual de instrucciones detallado con varios consejos y trucos.

## Jugabilidad y reglas
Sutte Hakkun cae en la categoría de un juego de puzle de acción basado en niveles, un género mejor representado por la serie Lode Runner. El jugador controla Hakkun, e intenta recoger los fragmentos de arco iris distribuidos en cada nivel. Un nivel se completa cuando el jugador encuentra todos los fragmentos ocultos en el nivel. Los niveles se organizan de forma simplista al principio del juego, pero se vuelven muy complejos y difíciles cerca del final. El objetivo final es encontrar todos los fragmentos escondidos en el juego.
Las acciones de Hakkun consisten en tres movimientos: correr a la izquierda o a la derecha, saltar, y absorber o depositar bloques. Se requiere una combinación de éstos para completar cada nivel. El jugador debe reiniciar el nivel si Hakkun cae en un hoyo o toca trampas de puntas, pero no hay otros impedimentos, como límites de tiempo o personajes enemigos, para completar cada nivel. Tampoco hay vidas o juego sobre las pantallas, y los niveles más difíciles más adelante se completan mediante la búsqueda repetida del nivel de la solución al rompecabezas. Completar el juego requiere una combinación de habilidad para resolver acertijos y un control preciso de Hakkun por parte del jugador.
Varios tipos de trampas y personajes están preparados en cada nivel, algunos de los cuales ayudan a Hakkun, y otros que pueden obstruir su camino. Los más importantes son las botellas rojas, azules y amarillas y los bloques transparentes. Hakkun puede aspirar los colores de cada botella e insertarlos en los bloques transparentes para que se muevan en diferentes direcciones.

### Sistema de puntos
El jugador comienza cada nivel con una cantidad fija de puntos visibles en la pantalla, que disminuye cada vez que Hakkun se mueve. El juego continúa incluso si el contador disminuye a 0, pero los puntos se suman a una puntuación total como puntos de bonificación cuando se completa un nivel. Con el fin de acumular un gran número de puntos, el jugador sólo debe hacer la cantidad mínima de movimientos necesarios para resolver cada rompecabezas. Esto difiere de otros juegos, donde los puntos de bonificación son generalmente otorgados basados en la cantidad de tiempo que toma completar el nivel, en lugar del número de movimientos que el jugador toma. Los puntos se registraron en un sistema de clasificación en la emisión original de Satellaview y se publicaron en el sitio web de Nintendo hasta 2009.

## Línea argumental
Había una vez una isla en algún lugar del mar, donde un "arco iris de felicidad" se extendía por el cielo. Un día, este arco iris se rompió repentinamente, y sus trozos fueron esparcidos por toda la isla. A Sutte Hakkun (simplemente conocido como Hakkun) se le da la tarea de recuperar estos fragmentos para reconstruir el arco iris.
Lo anterior fue la historia dada para el primer lanzamiento del juego (Sutte Hakkun Event Version). En BS Version 2, se explica que el arco iris se rompió una segunda vez "Debido a la petición popular de los usuarios de Satellaview". En la versión de invierno del 98, Hakkun viaja a una isla vecina sin nombre para restaurar su "Arco Iris de Amistad".
En la versión comercial, Hakkun se aventura a través de cuatro islas diferentes, pero la relación entre éstas y las dos islas anteriores no está clara. Los gráficos para la "Isla de la Felicidad" en la versión comercial difieren significativamente de la isla natal de Hakkun en la versión original. En la versión de casete rom, la historia se incluyó en el manual de instrucciones y las cuatro islas se agruparon como "Islas Pacíficas".

## Diferencias entre versiones
La versión Satellaview y la versión comercial no sólo son diferentes en términos de diseño de nivel. La versión Satellaview incluye una demo de la historia, visible cuando el jugador inicia el juego sin un archivo guardado. Las instrucciones y la historia del juego se muestran en texto siguiendo una animación del arco iris que se rompe. La versión Satellaview también incluye niveles de bonificación adicionales. Los jugadores entran en un nivel de bonificación después de completar 10 niveles regulares, y se les da un límite de tiempo para completar ciertas tareas, tales como mover todos los bloques en un área enmarcada, o insertar el color en cada caja.

## Desarrollo
En respuesta a la disminución significativa en el número de juegos originales presentados en la transmisión de datos "Super Famicom Hour" de Satellaview en 1996, Nintendo comenzó la serie "Monthly Game Event" en 1997, donde se emitiría un nuevo juego cada mes para la Super Famicom. Sin embargo, muchos de ellos eran reediciones de juegos antiguos como Dr. Mario y F-Zero. Los intrincados rompecabezas y el tutorial fácil para el usuario hicieron de Sutte Hakkun considerado por la mayoría de los consumidores de Satellaview en Japón uno de los juegos más populares jamás lanzados para el Satellaview. El juego fue producido por Masayuki Uemura, compuesto por Akito Nakatsuka, diseñado por Nobuaki Tanaka, dirigido por Masayu Nakata y programado por Keiji Hara. El software para el Famicom Disk System que produjo el participante de la tercera etapa del "Nintendo & Dentsu Game Seminar" (任天堂・電通ゲームセミナー) se supone que es un prototipo establecido por el graduado de Indiezero. Esta obra se convirtió en el primer trabajo de Indieszero.
La respuesta positiva al juego llevó a un lanzamiento comercial en 1998. El juego se puso a disposición de Nintendo Power; un servicio de escritura de datos ofrecido en las tiendas Lawson. Aprovechando la mayor memoria del cartucho Nintendo Power, (3 veces más grande que la de Satellaview) los creadores no sólo ampliaron el número de puzles, sino que añadieron un tutorial más profundo y sugerencias adicionales para completar el juego. Sin embargo, el declive de la Super Famicom y la falta de disponibilidad de cartuchos de Nintendo Power impidieron que el juego llegara a un público mayoritario. El juego fue bien recibido entre los antiguos usuarios de Satellaview y los fanes de Nintendo.
La versión del cartucho fue lanzada en 1999 para contrarrestar esta falta de disponibilidad, pero muchas tiendas ya habían dejado de importar juegos Super Famicom, y la disponibilidad terminó siendo más limitada que antes. En las pocas tiendas donde se vendió el juego, el exceso de existencias hizo que el precio bajara drásticamente, y el juego terminó con un precio bajado alrededor de 1.000 yenes (el precio original fue de 4.200 yenes). Debido a estas circunstancias, la popularidad del juego sigue siendo extremadamente baja.